# Sân bay Cà Mau
Sân bay Cà Mau là một sân bay nội địa nằm ở thành phố Cà Mau, tỉnh Cà Mau, một tỉnh cực Nam của Việt Nam.

## Vị trí

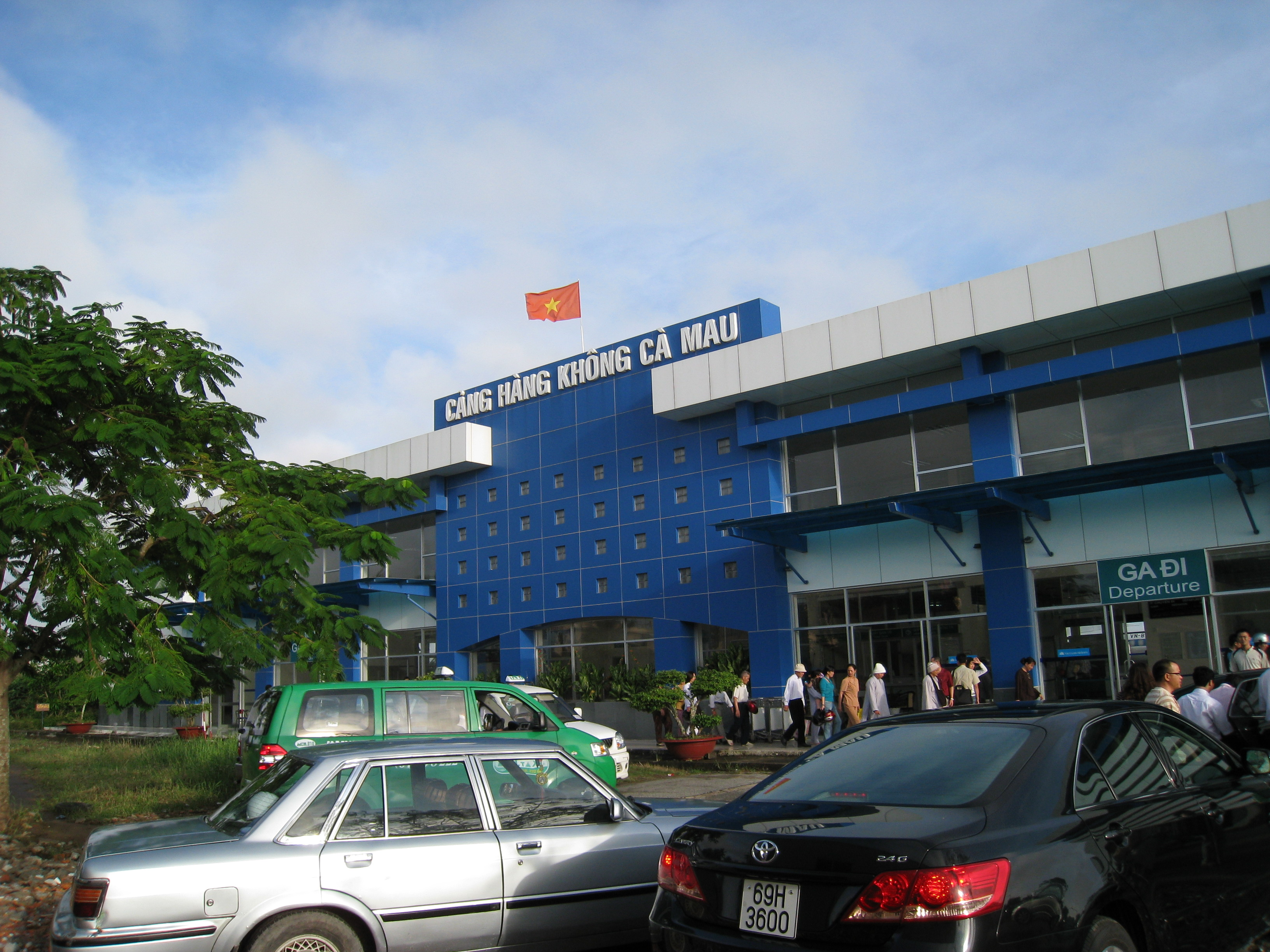
Sân bay Cà Mau

Sân bay Cà Mau nằm ở số 93, đường Lý Thường Kiệt khóm 5, phường 6, thành phố Cà Mau, tỉnh Cà Mau, phía tây cách trung tâm thành phố Cà Mau khoảng 3 km, phía đông cách biển khoảng 45 km. Từ Quốc lộ 1 (đường Lý Thường Kiệt) vào đến sân bay 100 m.
Tọa độ sân bay (Hệ WGS-84): 9°10'38,956N; 105°10'33,476E.

## Đặc điểm
Cảng hàng không Cà Mau là sân bay vệ tinh, trực thuộc Cụm cảng Hàng không miền Nam. Đây là sân bay hàng không dân dụng cấp 3C có khả năng tiếp nhận các loại máy bay như ATR-72, AN-2, MI-17, KingAir B200 và các loại máy bay khác có trọng tải cất cánh tương đương.
Cảng hàng không Cà Mau có:
- AFS: VVCMYDYX
- SITA: SGNAAXH
- Mã cảng hàng không (SITA code): CAH.
- Nhà ga hành khách với diện tích 2.233 m².
- Đường hạ cất cánh (Runway) với 1 đường băng cất – hạ cánh với chiều dài là 1.500 m; rộng 30 m.
- Sân đỗ tàu bay (Apron): Diện tích 7.200 m².
- Năng lực đáp ứng năng lực phục vụ hai chuyến bay ATR72 giờ cao điểm.
- Giờ phục vụ: 12/24h.

## Lịch sử
Sân bay Cà Mau được xây dựng từ thời Pháp, còn gọi là phi trường Moranc, tại thị trấn Quản Long, tỉnh An Xuyên (nay là tỉnh Cà Mau). Khi đó, đường hạ, cất cánh dài 400 mét, rộng 16 mét.
Tháng 6 năm 1962, sân bay này được thiết kế lại với quy mô là 1 sân bay hạng G. Diện tích sân bay là 91,61 hecta, đường hạ cất cánh dài 1050 mét, rộng 30 mét với mục đích phục vụ cho Quân lực Việt Nam Cộng hoà và Không lực Hoa Kỳ với các loại máy bay như trực thăng, L19, OV10, Dakota, C130 lên xuống.
Sau khi tiếp quản năm 1975, Tổng cục trưởng Tổng cục Hàng không dân dụng Việt Nam Phùng Thế Tài đã ký quyết định số 1525-QĐ-TC về việc tổ chức biên chế các đơn vị trực thuộc sân bay Tân Sơn Nhất, trong đó nêu rõ sân bay Quản Long thuộc sự quản lý của Cụm sân bay Tân Sơn Nhất và được gọi là Cảng Hàng không Cà Mau. Tuy nhiên, sân bay bị bỏ hoang một thời gian dài đến năm 1995 mới khôi phục chuyển sang mục đích dân sự.
Năm 1995, Cụm cảng Hàng không miền Nam tiến hành nâng cấp, xây dựng mới nhà ga và khu nhà văn phòng Cảng Hàng không Cà Mau.
Năm 1999, đường hạ cất cánh, đường lăn, sân đậu tiếp tục được nâng cấp và kéo dài với quy mô đường hạ cất cánh đạt chiều dài 1.500 m, rộng 30 m, bề mặt phủ bê tông nhựa đảm bảo tiếp nhận các loại máy bay ATR72 và các máy bay tương đương.
Ngày 13 tháng 12 năm 2003, Cụm cảng hàng không miền Nam khởi công dự án xây dựng nhà ga cảng Hàng không Cà Mau, với diện tích xây dựng 2.233 m², trong đó diện tích sàn tầng trệt: 1.485 m², diện tích sàn tầng lửng: 748 m².
Từ tháng 5 năm 2004, Công ty Bay dịch vụ hàng không – VASCO đã khai thác tuyến bay SGN – CMA – SGN. Lịch bay thường lệ là từ thứ hai đến chủ nhật hàng tuần.
Năm 2021, đường hạ cất cánh, đường lăn, sân đậu tiếp tục được nâng cấp và kéo dài với quy mô đường hạ cất cánh đạt chiều dài 2.300 m, rộng 35 m, bề mặt phủ bê tông nhựa đảo tiếp nhận các loại máy bay E190LR, E195 và các máy bay tương đương.
Ngày 29 tháng 4 năm 2023, chuyến bay số hiệu QH1281 của Hãng hàng không Bamboo Airways hạ cánh xuống sân bay Cà Mau, đánh dấu mốc lần đầu tiên trong lịch sử có đường bay thẳng kết nối Thủ đô Hà Nội và Cà Mau.
Năm 2025, đường hạ cất cánh, đường lăn, sân đậu tiếp tục được nâng cấp và kéo dài với quy mô đường hạ cất cánh đạt chiều dài 2.300 m, rộng 35 m, bề mặt phủ bê tông nhựa đảo tiếp nhận các loại máy bay A220, A319, A320 và các máy bay tương đương.

## Thống kê
| Năm              | Cất – Hạ cánh (số lần) | Hành khách | Hàng hóa (tấn) |
| ---------------- | ---------------------- | ---------- | -------------- |
| 2010 – 2014      | 4.172                  | 206.920    | 60.691         |
| 5 tháng năm 2014 | 121                    | 10.942     | 61             |
| Nguồn: CMA       |                        |            |                |

## Các điểm đến và các hãng hàng không
Hiện tại, Cảng hàng không Cà Mau phục vụ cho Hãng Hàng không (VASCO) khai thác đường bay TP. Hồ Chí Minh – Cà Mau – TP. Hồ Chí Minh.
| Hãng hàng không | Điểm đến              |
| --------------- | --------------------- |
| VASCO           | Thành phố Hồ Chí Minh |

## Định hướng phát triển
Theo Quyết định phê duyệt quy hoạch tổng thể Cảng Hàng không Cà Mau – giai đoạn đến 2015, định hướng đến 2025 của Bộ giao thông vận tải, Cảng Hàng không Cà Mau đến năm 2015 sẽ là cảng hàng không cấp 3A (theo mã chuẩn của Tổ chức hàng không dân dụng quốc tế ICAO) và sân bay quân sự cấp I, trong đó đường hạ cất cánh hiện tại sẽ được kéo dài đạt kích thước 2750m x 38m, đảm bảo tiếp nhận các loại máy bay như ATR-72, F70, Embraer E190 và tương đương với số máy bay tiếp nhận tại giờ cao điểm là 2; Lượng hành khách tiếp nhận là 200.000 lượt hành khách/năm, lượng khách giờ cao điểm: 150 hành khách/giờ cao điểm.
Đến giai đoạn 2025-2030, Cảng Hàng không Cà Mau sẽ là cảng hàng không cấp 4C, xây dựng đường hạ cất cánh mới 2400m x 50m, đảm bảo khai thác máy bay A321 và tương đương với số máy bay tiếp nhận tại giờ cao điểm là 4; Lượng hành khách tiếp nhận là 1 triệu lượt hành khách/năm, lượng khách giờ cao điểm là 4000 hành khách/giờ cao điểm.
Giai đoạn 2025 - 2035, sân bay này giữ nguyên quy mô sân bay dân dụng cấp 4C, nhưng nâng công suất thiết kế lên 1.000.000 khách/năm.